# Paula Woyzechowsky
Paula Cristina Woy Dixowsky Gutiérrez là một nữ diễn viên người Venezuela, người đã ra mắt vào năm 1991 trên La Pandilla de los 7. Cô đã làm việc trên truyền hình, nhà hát và phim ảnh.

## Tiểu sử
Woy Dixowsky được sinh ra ở Caracas, Venezuela. Năm 12 tuổi, cô ra mắt trên phim truyền hình La Pandilla de los 7, do RCTV sản xuất, vào năm 2001, cô tham gia vào bộ phim sitcom Planeta de 6, do Televen sản xuất. Woyzechowsky đã xuất hiện trên nhiều telenovelas trên Venevision, bắt đầu từ năm 2006 với Ciudad Bendita, tiếp theo Arroz con leche vào năm 2007, La vida entera vào năm 2008, El Arbol de Gabriel vào năm 2011, và Mi ex me tiene ganas vào năm 2012.
Woy Dixowsky đóng vai chính trong các bộ phim 3 Hijos y un Vestido năm 2007, và Días de Poder năm 2010 
Vào năm 2012, cô đã tham gia La Ratonera, phiên bản tiếng Tây Ban Nha của The Mousetrap, được sản xuất bởi Nohely Arteaga và Catherina Cardozo.

## Telenovelas
| Năm  | Tựa đề               | Vai trò                             |
| ---- | -------------------- | ----------------------------------- |
| 2006 | Ciudad Bendita       | Rosita                              |
| 2007 | Arroz con leche      | Yurika                              |
| 2008 | La vida entera       | Perla                               |
| 2011 | El árbol de Gabriel  | Gloria Falcón                       |
| 2012 | Mi ex me tiene ganas | Verónica Alvarado                   |
| 2014 | Corazón Esmeralda    | Elia Magdalena Salvatierra Palacios |

## Loạt
| Năm  | Tựa đề               |
| ---- | -------------------- |
| 1991 | La Pandilla de los 7 |
| 2006 | Planeta de 6         |

## Rạp hát
- La Fábula del Insomnio
- Bà mẹ Amor
- La Más Fuerte
- El País de Caramelo
- Ông già Noel en Apuros
- Usted tiene ojos de tees gây tử vong
- El Diario de Ana Frank
- Ely
- Intervalo
- Caja de Agua
- Instintos
- El Público
- Así Que Pasen Cinco Años
- Las Mil y Una Noches
- La Ratonera

## Phim ảnh
- 3 Hijos y un Vestido (2007)
- Días de Poder (2010)